# Улица Вабрику
У́лица Ва́брику (эст. Vabriku tänav — Фабричная улица) — улица в Таллине, столице Эстонии.

## География
Пролегает в микрорайоне Каламая городского района Пыхья-Таллинн. Начинается от перекрёстка улиц Копли и Коцебу, пересекается с улицами Валгевазе, Малми, Линда, Гранийди, Салме и Кунгла и заканчивается на перекрёстке с улицей Вольта.
Протяжённость — 768 метров.

## История
Самое старое название улицы — Малая Цигелькоппельская улица (нем. Kleine Ziegelskoppelsche Straße, эст. Väike–Telliskopli tänav), поскольку она шла параллельно Цигелькоппельской дороге (в настоящее время улица Копли). В 1882 году улица получила название Фабричная улица (эст. Vabriku tänav, нем. Fabrikstraße, Fabriksstraße) по основанному в 1878 году братьями Нейдорфами чугунному заводу.
В 1923 году на улице начал работу кинотеатр «Skala» на углу улиц Вабрику и Валгевазе. Фильмы демонстрировались в специально переоборудованном здании с огнеупорным потолком, оснащённом надлежащим по тем временам противопожарным оборудованием. В нём также показывали спектакли.
22 мая 1964 года улицу переименовали в улицу Ивана Рабчинского (эст. Ivan Rabtšinski tänav) в честь советского политического деятеля И. В. Рабчинского, в 1917 году бывшего председателем Военно-революционного комитета Эстляндской губернии. 3 августа 1990 года улице вернули прежнее название.
Общественный транспорт по улице не курсирует.

## Застройка

Дом 2 в 2017 году

До 2000-х годов улица была в основном застроена деревянными жилыми домами конца XIX — первой половины XX века:
- Дом 10 — двухэтажный дом 1913 года постройки;
- дом 12 — двухэтажный каменный квартирный дом, построенный в 1923 году, в котором в то время также размещалась прачечная;
- дома 13, 17, 31, 32, 34, 35, 37, 41, 43, 47/1, 47/2 — двух-и трёхэтажные деревянные квартирные дома 1946 года постройки;
- дом 19 — двухэтажный жилой дом (1911 год);
- дом 22 — одноэтажный частный жилой дом (1946 год);
- дом 28 — двухэтажный дом (1949 год);
- дом 36 — трёхэтажный квартирный дом (1932 год).
- дом 39 — двухэтажный квартирный (1912 год).

В 1954 году в начале улицы Вабрику, на углу с улицей Коцебу по заказу завода «Вольта» был построен пятиэтажный каменный жилой дом в стиле сталинской архитектуры (дом № 2).
Застройка XXI века:
- дом 3 — четырёхэтажный квартирный дом, построен в 2016 году;
- дом 8А — трёхэтажный квартирный дом (2011 год);
- дом 8 — трёхэтажный квартирный дом (2012 год);
- дом 33 — трёхэтажный квартирный дом (2005 год).
- дом 59 — здание, в котором ранее работала учебная типография, в 2021 году было реновировано и перестроено в квартирный дом. Стены и высокие потолки на первом этаже сохранены; частично перестроен второй этаж и пристроен третий этаж. Об историческом прошлом здания напоминают высокие и широкие окна, высокие потолки первого этажа и стены, частично отражающие прежние архитектурные решения[7].

## Памятник архитектуры

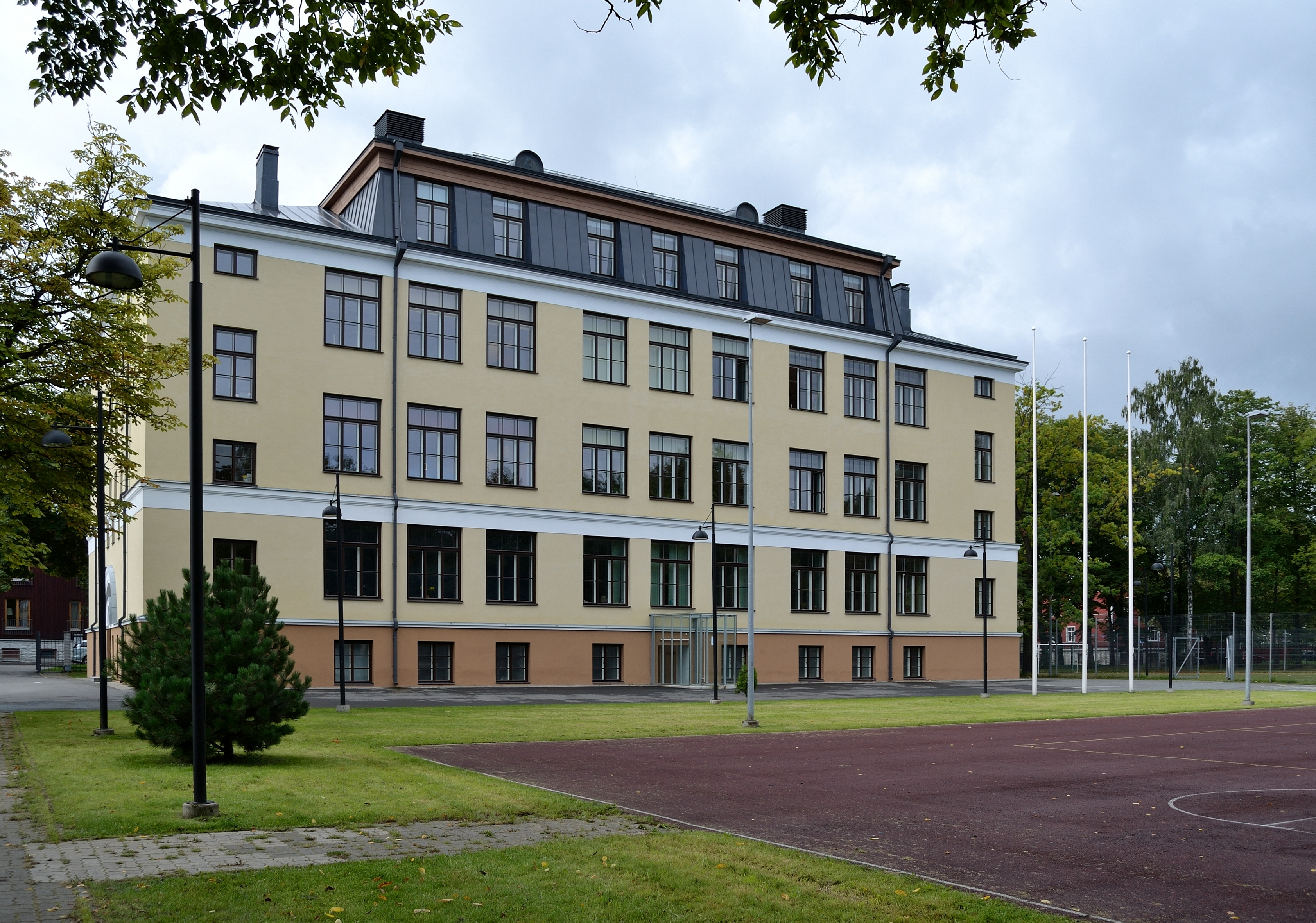
Дом 18, Каламаяская основная школа

- Vabriku tn 18  — школьное здание в стиле нового классицизма, образец творчества архитектора и инженера Георга Хеллата[эст.] (1870–1943)[8]

Здание было построено в 1915 году, и в нём начала работать Таллинская IX основная школа. В 1916 году здание было передано Балтийскому флоту Российской империи. Затем школьные занятия продолжились в 1918 году. Армия также размещалась в здании в 1944 году.
В 1944 году Таллинская 9-я основная школа была переименована в Таллиннскую 15-ю неполную среднюю школу. В июне 1950 года 15-я школа была закрыта, ученики, кроме учеников младших классов, были переведены в другие школы с эстонским языком обучения. Начиная с 1950/1951 учебного года по 1954/1955 учебный год в здании работала 5-я средняя школа с основным русским языком обучения, но также продолжилось обучение на эстонском языке для оставшихся учеников младших классов. В 1962/1963 учебном году здание было капитально отремонтировано, к нему пристроен садовый домик. В 1964 году средняя школа стала восьмиклассной. В 1972–1987 годах в здании располагалась Таллинская средняя заочная школа, в 1988 году она была названа Таллинской 18-й девятилетней школой, в 1989 году Таллинской Каламаяской школой. Ремонтные работы в здании школы также проводились в 2007–2008 годах.

Улица Вабрику
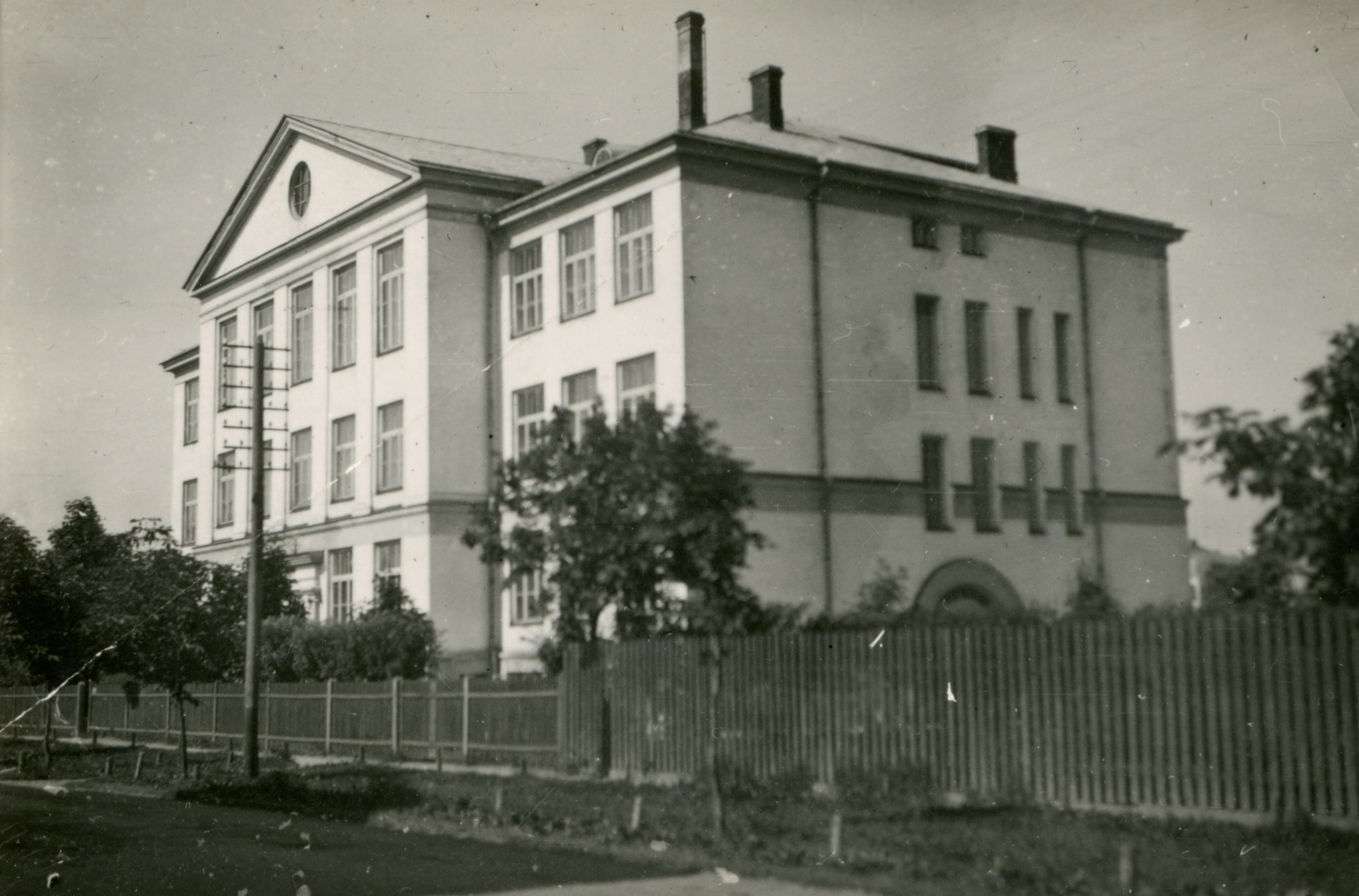
Дом 10, 1930-е годы
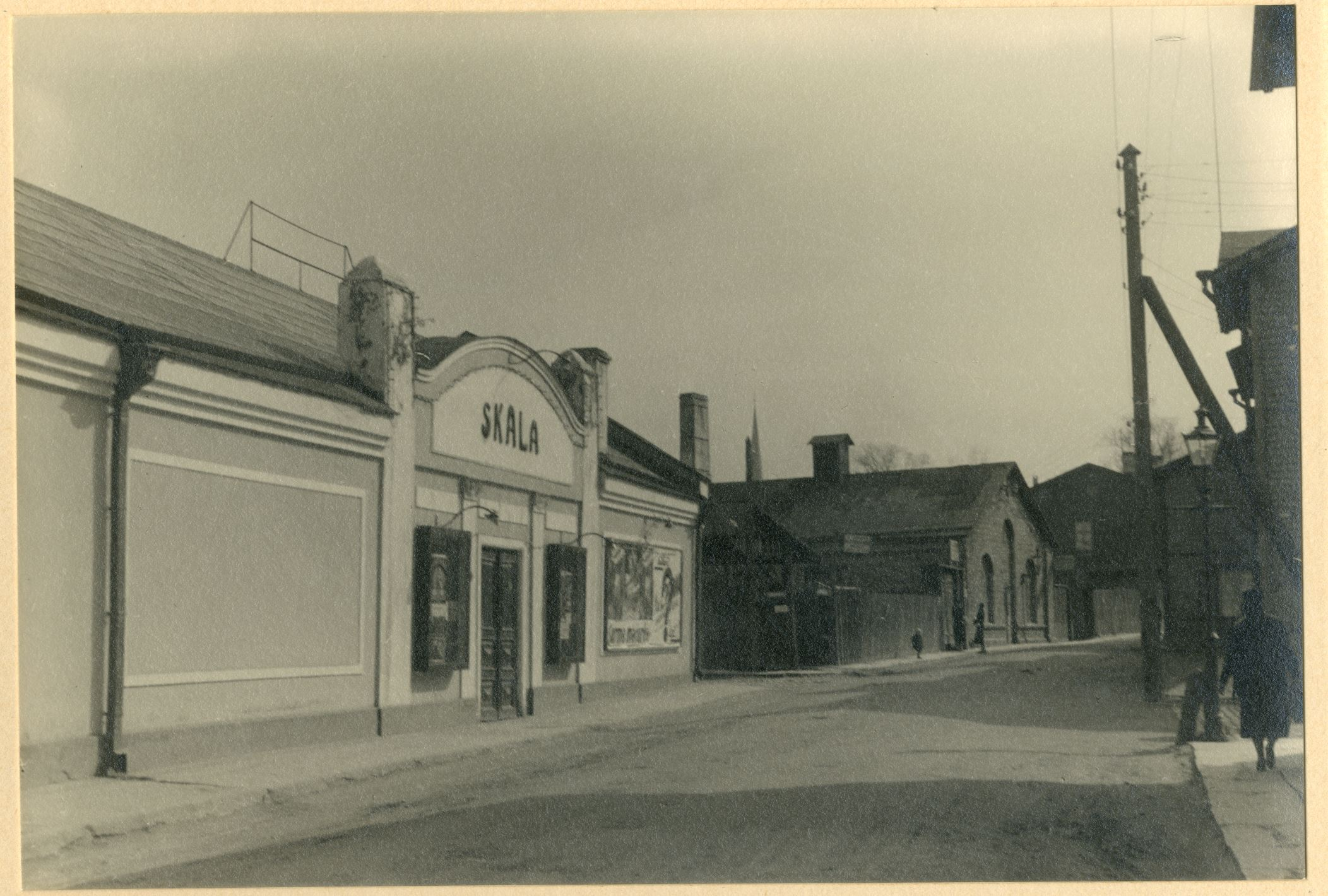
Кинотеатр «Skala» на перекрёстке с улицей Валгевазе, 1939 год
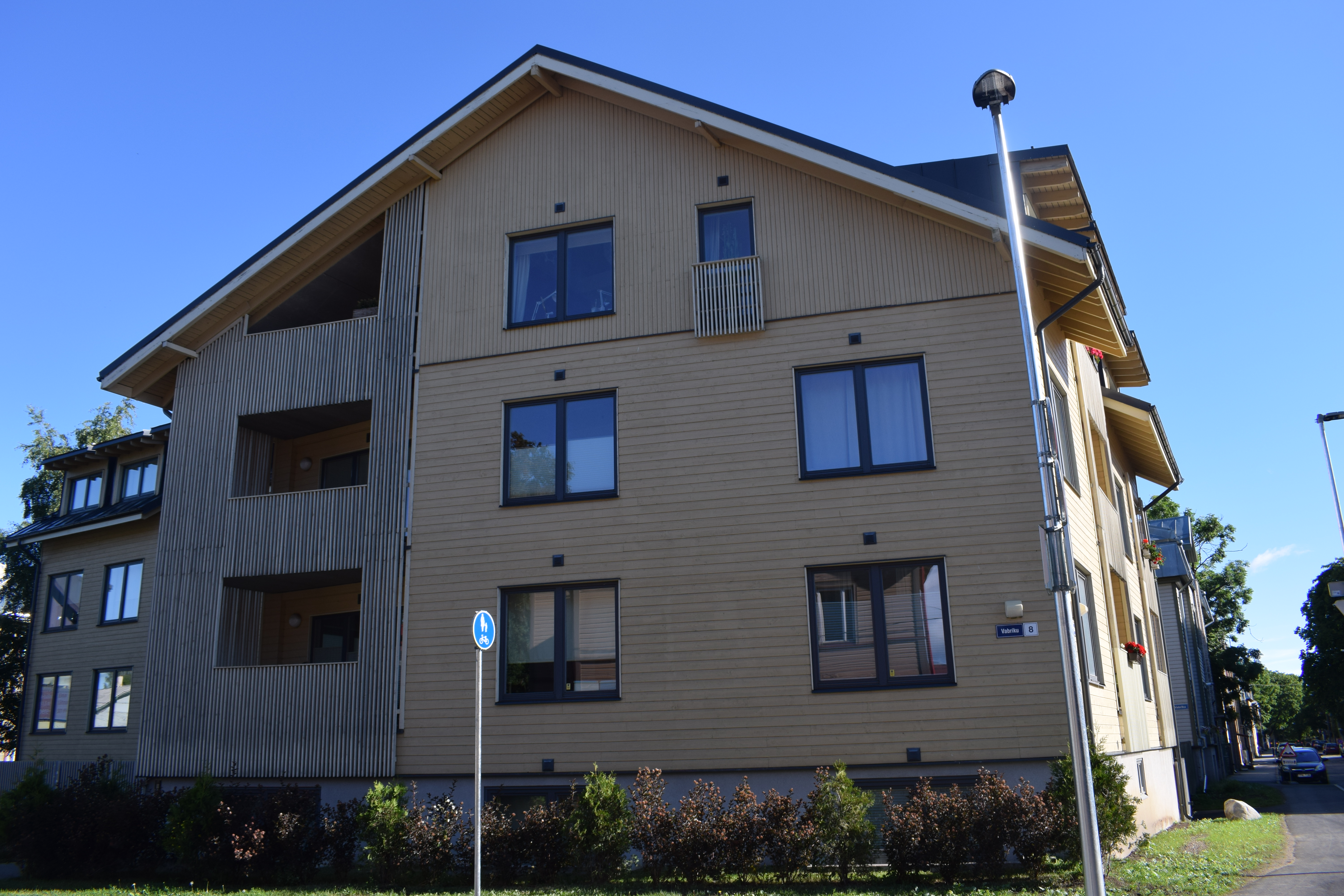
Дом 8 в 2017 году
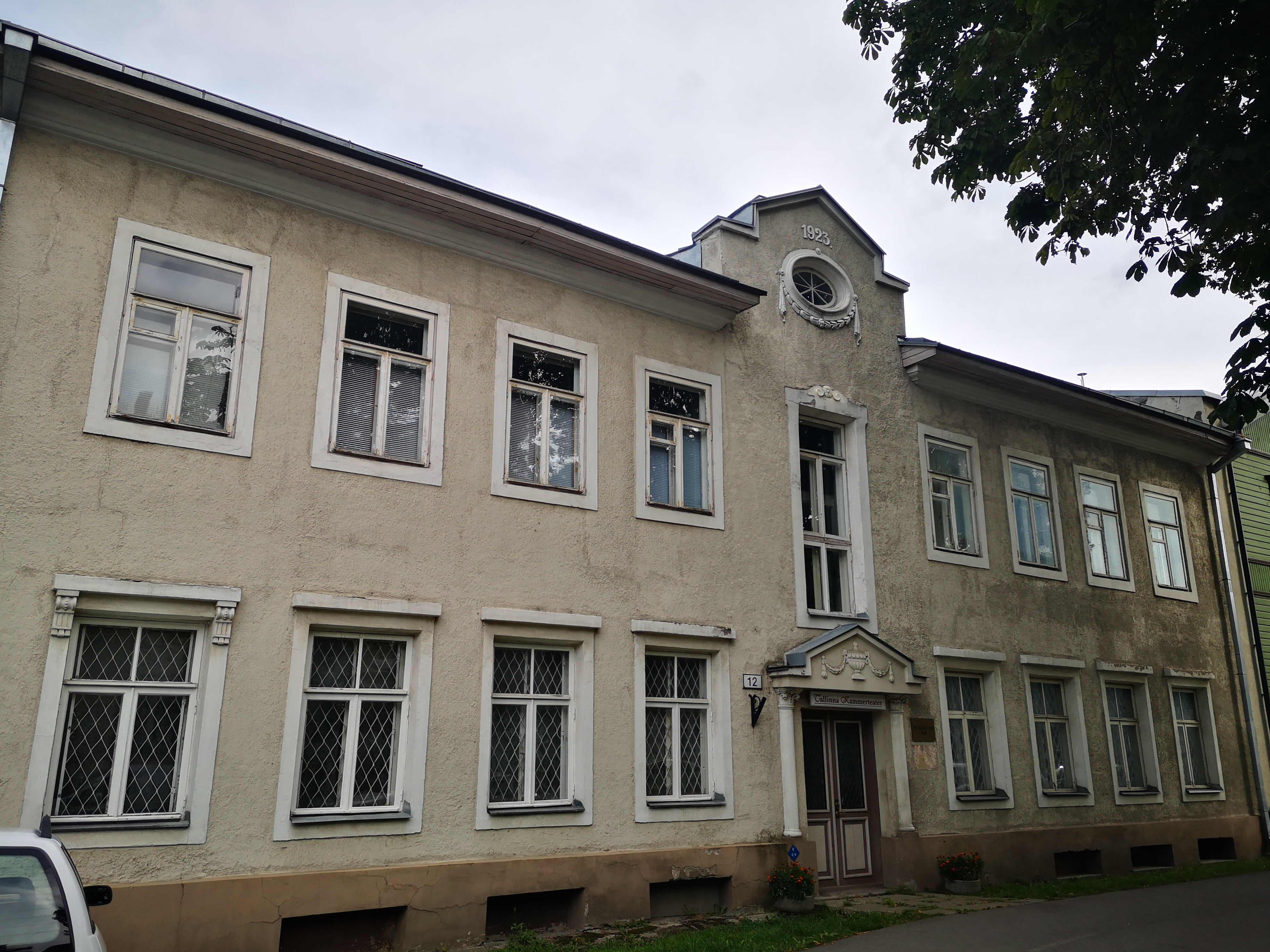
Дом 12 в 2020 году